# Maxomys surifer
Maxomys surifer és una espècie de mamífer rosegador de la família dels múrids. Viu a altituds d'entre 0 i 1.680 msnm a Brunei, Cambodja, Indonèsia, Laos, Malàisia, Myanmar, Tailàndia, el Vietnam i la Xina. Es tracta d'un animal nocturn que s'alimenta d'arrels, fruita, insectes i petits vertebrats. Els seus hàbitats naturals són els boscos primaris i les vores dels boscos. És una espècie en risc mínim, és a dir, no sembla que hi hagi cap amenaça significativa per a la seva supervivència. El seu nom específic, surifer, significa ‘reina’ en malai.